# Barney Williams
Barney Guillermo Williams (San Martín de los Andes, 13 marzo 1977) è un ex canottiere canadese.

## Biografia
Ha sposato Buffy-Lynne Alexander, anche lei canottiera di caratura internazionale.

## Palmarès

### Olimpiadi
- 1 medaglia:
  - 1 argento (Atene 2004 nel quattro senza)

### Mondiali
- 1 medaglia:
  - 1 oro (Milano 2003 nel quattro senza)